# Christopher Grotheer
Christopher Grotheer, né le 30 juillet 1992 à Wernigerode, est un skeletoneur allemand. Il remporte la médaille d'or du skeleton aux  Jeux olympiques de 2022.

## Carrière
Lors de la saison 2012-2013, il obtient son premier podium en carrière en terminant troisième à Winterberg. Une semaine après, il devient champion du monde junior.

## Palmarès

### Jeux Olympiques
- : médaillé d'or aux JO 2022.

### Championnats du monde
- : médaillé d'or aux championnats du monde de 2020, 2021 et 2024.
- : médaillé d'or en équipe mixte aux championnats du monde de 2019, 2021, 2023 et 2024.
- : médaillé d'argent en équipe mixte aux championnats du monde de 2015 et 2017.

### Coupe du monde
- 1 globe de cristal en individuel : 
  - Vainqueur du classement général en 2023.
- 27 podiums individuels : 10 victoires, 7 deuxièmes places et 10 troisièmes places[1].
- 2 podiums en épreuve mixte :  2 troisièmes places.

#### Détails des victoires en Coupe du monde
| Édition   | Piste                                         | Total |
| 2016-2017 | Altenberg                                     | 1     |
| 2021-2022 | Igls                                          | 1     |
| 2022-2023 | Park City Winterberg                          | 2     |
| 2023-2024 | Yanqing Lillehammer                           | 2     |
| 2024-2025 | Pyeongchang 1 Pyeongchang 2 Yanqing Altenberg | 4     |

### Championnats d'Europe de skeleton
- : médaillé d'argent en 2023.
- : médaillé de bronze en 2022.